# گم شدن الماس اشک
گم شدن الماس اشک (انگلیسی: The Loss of a Teardrop Diamond) یک فیلم مستقل آمریکایی در سال ۲۰۰۸ به کارگردانی جودی مارکل است. این فیلم بر پایه فیلم‌نامه‌ای فراموش‌شده از تنسی ویلیامز در سال ۱۹۵۷ ساخته شده‌است و برایس دالاس هاوارد در نقش اصلی فیشر ویلو بازی می‌کند. این فیلم در ۳۰ دسامبر ۲۰۰۹ اکران شد و آخرین فیلم اکران‌شده در دههٔ ۲۰۰۰ میلادی است.

## بازیگران
- برایس دالاس هاوارد
- کریس ایوانز
- الن برستین
- آن مارگرت
- میمی گامر
- ویل پاتون
- جسی کالینز
- پیتر گرتی
- مارین ایرلند